# 盼盼 (大熊猫)
盼盼是来自中國四川省宝兴县野外的一只雄性大熊猫，出生于1985年，半岁不到便被宝兴蜂桶寨自然保护区收养。1991年盼盼与雌性大熊猫冬冬在卧龙大熊猫保护中心配对产下了一对具有里程碑意义的双胞胎幼仔白云和绿地。此后它还为永巴、佳佳、龙古等第一代来自野外的雌性大熊猫产下过子女，其后代数量已过百。2007年盼盼被借往温州动物园展出，2008年又前往遵义动物园展出。2016年12月28日，盼盼因病于中国大熊猫保护研究中心都江堰基地离世。